# 杭港地铁
杭港地铁（英語：Hangzhou MTR）是杭州地铁1号线和5号线的运营公司，其中1号线运营公司杭州杭港地铁有限公司是由杭州地铁一号线投资有限公司（占51%股份，隶属于杭州地铁集团）与在香港注册的港铁杭州一号线投资有限公司（占49%股份，隶属于港铁公司）于2012年9月在中国杭州合作成立的特许营运公司，经营年限为25年。而5号线运营公司杭州杭港地铁五号线有限公司是由杭州市地铁集团有限责任公司（占股40%）和港铁五号线投资控股（香港）有限公司（占股60%）于2017年合资成立。

## 经营业务
根据2012年的特许经营协议，杭州杭港地铁有限公司投资、建设杭州地铁1号线B部分项目设施，经营、管理、维护1号线项目设施，并提供城市快速轨道交通客运服务，在1号线项目空间范围进行零售商铺等经营性空间出租和其他配套服务。
2017年6月26日港铁集团与杭州市人民政府签订地铁5号线PPP项目特许协议。根据协议，杭港地铁将负责杭州地铁5号线的机电设备工程部分的投资以及线路落成通车后25年的营运管理和维护。
2021年7月10日起原杭州地铁1号线临平支线改编为9号线，杭港地铁不再管辖其沿线车站，但临平站的商业街仍归属杭港地铁管辖。
2021年8月起，杭港地铁公司（1号线运营公司）由七堡综合楼整体搬迁至余杭塘路1160号五常车辆基地，但工商信息显示其注册地变更至金沙湖站附近的东部国际商务中心。